# Naučne studije
Naučne studije su interdisciplinarna istraživačka oblast koja nastoji da pozicionira naučne ekspertize u širokom društvenom, istorijskom i filozofskom kontekstu. Ona koristi razne metode za analizu proizvodnje, predstavljanja i recepcije naučnih saznanja i njegove epistemske i semiotičke uloge.
Slično kulturološkim studijama, naučne studije su definisane predmetom njihovog istraživanja i obuhvataju veliki raspon različitih teorijskih i metodoloških perspektiva i praksi. Interdisciplinarni pristup može uključivati i pozajmljivati metode iz humanističkih, prirodnih i formalnih nauka, od naukometrije do etnometodologije ili kognitivne nauke. Naučne studije imaju određeni značaj za evaluaciju i naučnu politiku. Preklapajući se sa poljem nauke, tehnologije i društva, praktičari proučavaju odnos nauke i tehnologije i interakciju stručnih i laičkih znanja u javnom domenu.

## Polje
Polje je inicijalno bilo izuzetno samosvesno u svojoj genezi i primenama. Nakon početnog učešća u naučnom diskursu, praktičari su se uskoro počeli baviti odnosom naučne stručnosti prema politici i laicima. Praktični primeri uključuju bioetiku, spongiformnu encefalopatiju goveda (BSE), zagađenje, globalno zagrevanje, biomedicinske nauke, fizičke nauke, predviđanja prirodnih opasnosti, (navodni) uticaj Černobiljske katastrofe u Velikoj Britaniji, stvaranje i pregled naučne politika, i upravljanjem rizikom u istorijskom i geografskom kontekstu. Dok su naučne studije zadržale karakter discipline sa više metanarativa, one se prevashono bave ulogom percipiranog stručnjaka u pružanju informacija vladama i lokalnim vlastima na osnovu kojih se mogu donositi odluke. Pristup postavlja razna važna pitanja o tome šta čini osobu stručnjakom, kako se stručnjaci i njihov autoritet trebaju razlikovati od laičke populacije, i o interakcijama sa vrednostima i procesom kreiranja politika u liberalnim demokratskim društvima.
Praktičari ispituju prustupe kojima naučnici istražuju specifične pojave kao što su:
- tehnološki milje, epistemski instrumenti i kulture i laboratorijski život (uporedite Karin Knor-Cetina, Bruno Latur, Hans-Jorg Rajnberger)
- nauka i tehnologija (npr. Vibe Bijker, Trevor Pinč, Tomas Hjuz)
- nauka, tehnologija i društvo (npr. Peter Vajngart, Ulrike Felt, Helga Novotni i Rajner Grundman)
- jezik i retorika nauke (npr. Čarls Bazerman, Alan Gros, Greg Majers)
- estetika nauke i vizuelne kulture u nauci (u.a. Peter Gajmer), uloga estetskih kriterijuma u naučnoj praksi (uporedite matematičku lepotu) i odnos između emocije, spoznaje i racionalnosti u razvoju nauke.[4]
- semiotičke studije kreativnih procesa, kao što su otkriće, konceptualizacija i realizacija novih ideja,[5] ili interakcija i upravljanje različitim oblicima znanja u kooperativnom istraživanju.[6]
- velike istraživačke i istraživačke institucije, npr. kolajderi čestica (Šaron Travik)[7]
- istraživačka etika, naučna politika i uloga univerziteta.[8][9]

## Istorija polja
Marija Osovska i Stanislav Osovski započeli su sa uvođenjem koncepta tokom 1930-tih. Tomas Kunova Struktura naučne revolucije (1962) dovela je do povećanog interesa u ne samo istoriju nauke, nego i njenu filozofsku podlogu. Kunovo delo je utvrdilo da je istorija nauke bila u manjoj meri linearna sukcesija otkrića, već koncept paradigmi prema filozofiji nauke. Paradigme su širi, socio-intelektualni konstrakti koji određuju koje su vrste tvrdnji o istini dopustive. Naučne studije pokušavaju da identifikuju ključne dihotomije kao što su nauka i tehnologija, priroda i kultura, teorije i eksperimenti; nauka i likovna umetnost, koje vode razdvajanju raznih naučnih oblasti i praksi. Sociologija naučnih saznanja razvijena je na Univerzitetu u Edinburgu, gde su Dejvid Blur i njegove kolege razvili ono što se naziva snažni program. Snažni program predložio je da se „istinske” i „lažne” naučne teorije tretiraju na isti način. Obe su uzrokovane socijalnim faktorima ili uslovima, poput kulturnog konteksta i koristoljublja. Sva ljudska saznanja, kao nešto što postoji u ljudskoj spoznaji, moraju sadržati neke društvene komponente u procesu njihovog formiranja.
Međutim, pokazalo se da je teško baviti se temama prirodnih nauka sociološkim metodama, što dokazuju i američki naučni ratovi. Upotreba dekonstruktivnog pristupa (kao u radovima o umetnosti ili religiji) na prirodnim naukama nosi sa sobom rizik ugrožavanja ne samo „solidnih činjenica” prirodnih nauka, već i objektivnost i pozitivističku tradiciju same sociologije. Razmatranje produkcije naučnog znanja kao (bar delimično) društvenog konstrakta nije lako prihvaćeno. Latur i drugi su identifikovali ključnu dihotomiju za modernost, podelu između prirode (stvari, predmeta) kao transcendentnog aspekta, što omogućava njenu detekciju, i društva (subjekta, države) kao imanentnog aspekta koji je veštački, konstruisan. Dihotomija je omogućila masovnu produkciju stvari (tehničkih-prirodnih hibrida) i globalna pitanja velikih razmera koja su u međuvremenu ugrozila distinkciju kao takvu. Na primer knjiga Nikada nismo bili moderni nastoji da ponovno poveže društveni i prirodni svet vraćajući se premodernoj upotrebi „stvari” - adresirajući objekate kao hibride koji su napravljeni i pomno ispitivani javnom interakcijom ljudi, stvari i koncepata.

## Literatura
- Bauchspies, W., Jennifer Croissant and Sal Restivo: Science, Technology, and Society: A Sociological Perspective. Oxford: Blackwell. 2005. .
- Biagioli, Mario, ур. (1999). The Science Studies Reader. New York: Routledge.
- Bloor, David; Barnes, Barry & Henry, John, (1996). Scientific knowledge: a sociological analysis. Chicago: University Press. .
- Gross, Alan. (2006). Starring the Text: The Place of Rhetoric in Science Studies. Carbondale: SIU Press.
- Fuller, Steve (2006). The Philosophy of Science and Technology Studies. New York: Routledge.
- Hess, David J (1997). Science Studies: An Advanced Introduction. New York: NYU Press.
- Latour, Bruno (април 2004). „The Last Critique”. Harper's Magazine. стр. 15—20.
- Latour, Bruno, Science in Action. Cambridge. 1987.
- Latour, Bruno, „Do You Believe in Reality: News from the Trenches of the Science Wars,”. Pandora's Hope. Cambridge: Harvard University Press. 1999.
- Vinck, Dominique (2010). The Sociology of Scientific Work. The Fundamental Relationship between Science and Society. Cheltenham: Edward Elgar.
- Wyer, Mary; Donna Cookmeyer; Mary Barbercheck, eds. Women, Science and Technology: A Reader in Feminist Science Studies, Routledge 2001
- Haraway, Donna J. „Situated Knowledges: The Science Question in Feminism and the Privilege of Partial Perspective” (PDF). Simians, Cyborgs, and Women: The Reinvention of Nature . New York: Routledge. 1991. Недостаје или је празан параметар |title= (помоћ), 183-201. Originally Published in Feminist Studies. 14 (3): 575—599. Архивирано из оригинала 29. 08. 2017. г. Приступљено 02. 09. 2019.(Autumn, 1988),.
- Foucault, Michel, „Truth and Power,”. Power/Knowledge. New York: Pantheon Books. 1997. , 109-133.
- Porter, Theodore M (1995). Trust in Numbers: The Pursuit of Objectivity in Science and Public Life. Princeton: Princeton University Press.
- Restivo, Sal: Science, Society, and Values: Toward a Sociology of Objectivity. Lehigh PA: Lehigh University Press. 1994..
- Dumit, Joseph (2003). Picturing Personhood: Brain Scans and Biomedical Identity. Princeton: Princeton University Press. ISBN 9780691113982.
- Fadiman, Anne (1997). The Spirit Catches You and You Fall Down. New York: Farrar, Straus and Giroux.
- Martin, Emily (1999). „Toward an Anthropology of Immunology: The Body as Nation State”.  Ур.: Biagioli, Mario. The Science Studies Reader. New York: Routledge. стр. 358—71.
- Hancock, Jeff. Deception and design: the impact of communication technology on lying behavior.
- Lessig, Lawrence (2004). Free Culture. ISBN 1-59420-006-8.. Penguin USA,
- MacKenzie, Donald (1999). The Social Shaping of Technology (2nd изд.). Open University Press. ISBN 0-335-19913-5.
- Mitchell, William J, Rethinking Media Change[мртва веза] Спољашња веза у |title= (помоћ) Thorburn and Jennings eds. Cambridge, Massachusetts : MIT Press, 2003.
- Postman, Neil (1985). Amusing Ourselves to Death: Public Discourse in the Age of Show Business. ISBN 0-670-80454-1.. Penguin USA,
- Rheingold, Howard, Smart Mobs: The Next Social Revolution., Cambridge: Mass., Perseus Publishing. 2002.
- Bauchspies, Wenda; Croissant, Jennifer; Restivo, Sal (2005). Science, Technology, and Socity: A Sociological Approach. Wiley-Blackwell. ISBN 9780631232100.
- Bijker, Wiebe; Hughes, Thomas; Pinch, Trevor, ур. (1987). The Social Construction of Technological Systems: New Directions in the Sociology and History of Technology. Cambridge, MA: MIT Press. ISBN 978-0262022620.
- Felt, Ulrike; Fouché, Rayvon; Miller, Clark A.; Smith-Doerr, Laruel, ур. (2017). The Handbook of Science and Technology Studies (4th изд.). Cambridge, MA: MIT Press. ISBN 9780262035682.
- Fuller, Steve (1993). Philosophy, Rhetoric, and the End of Knowledge: The Coming of Science and Technology Studies. Madison, WI: University of Wisconsin Press. (2nd edition, with James H. Collier, Lawrence Erlbaum Associates, 2004)
- Hess, David J. (1997). Science Studies: An Advanced Introduction. New York: NYU Press. ISBN 9780814735640.
- Jasanoff, Sheila; Markle, Gerald; Petersen, James; Pinch, Trevor, ур. (1994). Handbook of Science and Technology Studies. Thousand Oaks, CA: Sage. ISBN 978-0803940215.
- Kuhn, Thomas (1962). The structure of scientific revolutions. Chicago: University of Chicago Press.
- Latour, Bruno (1987). Science in action: How to follow scientists and engineers through society. Cambridge, Massachusetts: Harvard University Press.
- Restivo, Sal, ур. (2005). Science, Technology, and Society: An Encyclopedia. New York: Oxford University Press. ISBN 9780195141931.

## Spoljašnje veze
- -author= -